# Wahlkreiskandidat
Als Wahlkreiskandidat oder Wahlkreisbewerber gilt ein Direktkandidat, wenn er oder sie sich bei einer Wahl in Deutschland auf ein Direktmandat in einem Wahlkreis oder Wahlbezirk bewirbt. Der Bewerber oder die Bewerberin kann von einer Partei aufgestellt worden sein oder parteilos, als Einzelbewerber antreten. 
Durch eine Partei aufgestellte Bewerber dürfen keiner anderen Partei angehören. Vereinzelt treten auch Parteimitglieder als Einzelbewerber an, ohne von einer Partei aufgestellt worden zu sein. Ist ein Einzelbewerber nicht ausreichend bekannt, liegt er oder sie meist weit hinter den Wahlkreiskandidaten der Parteien zurück. Oft muss in einer bestimmten Frist, eine bestimmte Anzahl registrierter Wahlberechtigter der entsprechenden Region per Unterstützungsunterschrift die Kandidatur unterstützen. Das Mandat hat der Wahlkreiskandidat gewonnen, welcher die meisten Stimmen, also die relative Mehrheit, für sich gewinnen konnte. Wahlkreiskandidaten werden durch die Erststimme gewählt. 

## Bundestagswahlen
Es müssen 200 Unterstützungsunterschriften pro Wahlkreis gesammelt werden, wenn der Kandidat nicht von einer Parlamentspartei aufgestellt wurde. Der Gewinner oder die Gewinnerin des Wahlkreises zieht direkt in den Bundestag ein.

## Kommunalwahlen
In Gemeinderäten insbesondere kleinerer Ortschaften sind Einzelbewerber häufig vertreten. In manchen Orten stellen sie sogar die Mehrheit der Gemeinderäte.